# HBC Kladno
HBC Kladno je český extraligový hokejbalový klub v současnosti vedený trenérskou dvojicí Miroslav Mach a Michal Dědič.Vedoucím družstva je Miloš Novák. Hraje se v Městské hokejbalové aréně vedle zimního stadionu hokejového klubu Rytíři Kladno. Klub vznikl roku 1990 pod názvem HBC Rangers Kladno.

## Úspěchy klubu
- 2008 Vítěz Českého poháru
- 2008 Vicemistr Extraligy hokejbalu
- 2008 Vítěz světového poháru
- 2009 Mistr české Extraligy hokejbalu
- 2010 Mistr české Extraligy hokejbalu
- 2011 Mistr české Extraligy hokejbalu
- 2014 Mistr české Extraligy hokejbalu
- 2014 Vítěz světového poháru
- 2015 Mistr české Extraligy hokejbalu
- 2019 Vicemistr Extraligy hokejbalu
- 2022  Vicemistr Extraligy hokejbalu
- 2023 3. místo v Českém poháru v hokejbalu